# Elsbeth Lenné
Elsbeth Lenné (* 24. Oktober 1899 in Halle/Saale; † 19. Februar 1988 in Wernigerode; vollständiger Name: Elisabeth Lenné) war eine deutsche Kunsthandwerkerin, vor allem Email-Künstlerin.

## Leben und Werk
Elsbeth Lenné kam aus einer liberalen bürgerlichen Hallenser Familie. Ihr Vater war Prokurist. Sie absolvierte in Halle die Grundschule der Franckeschen Stiftung und bis zum Reifezeugnis 1917 das Lyzeum, wo ihr künstlerisches Talent gefördert wurde. Danach besuchte sie acht Semester in Halle die Handwerker- und Kunstgewerbeschule. Ihre Lehrer waren dort die Maler Carl Jolas (1867–1948) und Heinrich Kopp und die Kunsthandwerkerin Maria Likarz. Zusätzlich besuchte sie Abendkurse in Aktzeichnen, plastischer Anatomie und Kunstgeschichte. Als sie 1919 an einem Lehrgang für Schriftgestaltung teilnahm, erhielt sie ihren ersten Auftrag, die Beschriftung der Exponate im neu erbauten Museum für Ur- und Frühgeschichte. Ihr Interesse galt jedoch vor allem der Technik des Emaillierens, und sie begab sich dazu in die Metallwerkstatt der Schule. Dort war Erich Lenné ihr Lehrmeister, den sie 1921 heiratete und mit dem sie dann ab 1922 in Halle eine gemeinsame Werkstatt betrieb. Als 1927 ihre Tochter Dari (später Groß-Lenné) geboren wurde, musste sie eine Schaffenspause einlegen.
Anfangs bearbeiteten sie kleine Privataufträge für Schmuck, dann kamen zunehmend größere Aufträge, u. a. für Tafelgeräte, Sportpokale, Plaketten, Porträtreliefs, Sakralgerätschaften sowie Amts- und Rektorenketten. Dabei übernahm Elsbeth Lenné insbesondere die Emaillierarbeiten. U. a. fertigte sie von 1935 bis 1945 jährlich den Sonderpreis für den Halleschen Rennverein.
Mit ihrem Mann bildete sie eine bedeutende Zahl von Kunsthandwerkerinnen und Kunsthandwerkern aus, darunter auch ihre Tochter.
In der DDR war Elsbeth Lenné Mitglied des Verbands Bildender Künstler der DDR. Zu Studien für die Arbeit mit Email hielt sie sich im Eisenhüttenwerk Thale, in der Eisengießerei Halle und an den Hochöfen in Mansfeld auf. 1962 zog sie mit ihrem Mann nach Wernigerode, wo sie eine kleine Werkstatt unterhielten.
In den 1950er Jahren wurden erste Anzeichen von Sehschwäche deutlich, die sich schnell verstärkte. Dazu kam 1962 eine schwere Herzkrankheit, was ihrem Schaffen immer engere Grenzen setzte. Ab etwa 1970 konnte sie kaum noch Email-Arbeiten ausführen. Nachdem sie gänzlich erblindet und dann auch taub war, verlegte sie sich mehr und mehr auf Bildweberei, die sie nur nach Gefühl und durch Farbbeschreibung durch Dritte ausführte.

## Werke
- Abstich (1952, Relief in Email)[1][2]
- Gießen an der Trommel (1953, Relief in Email)[3][2]

## Ausstellungen
- 1951/1952: Berlin, Museumsbau am Kupfergraben („Künstler schaffen für den Frieden“)
- 1979 und 1984: Magdeburg, Bezirkskunstausstellungen
- 1982: Halle/Saale, Staatliche Galerie Moritzburg (Einzelausstellung mit Erich Lenné)

## Weblink
- https://elsbethunderichlenne.blogspot.com/p/elsbeth-lenne.html